# Camellia tachangensis
Camellia tachangensis là một loài thực vật có hoa trong họ Theaceae. Loài này được F.S.Zhang mô tả khoa học đầu tiên năm 1980.